# Kapsa mingorensis
Kapsa mingorensis är en insektsart som först beskrevs av M. Firoz Ahmed 1970.  Kapsa mingorensis ingår i släktet Kapsa och familjen dvärgstritar. Inga underarter finns listade i Catalogue of Life.